# David Neville
David Neville (ur. 1 czerwca 1984 w Merrillville, Indiana) – amerykański lekkoatleta, sprinter, dwukrotny medalista olimpijski z Pekinu. 

## Sukcesy
| Rok  | Zawody                      | Miejsce  | Wynik | Konkurencja | Wynik        |
| ---- | --------------------------- | -------- | ----- | ----------- | ------------ |
| 2008 | Letnie Igrzyska Olimpijskie | Pekin    |       | 400 m       | 44,80 s      |
| 2008 | Letnie Igrzyska Olimpijskie | Pekin    |       | 4 x 400 m   | 2:55,39 min. |
| 2009 | Światowy Finał IAAF         | Saloniki |       | 400 m       | 45,60        |

### Rekordy życiowe
- bieg na 200 m – 20,39 s (2004)
- bieg na 400 m – 44,61 s (2008)
- bieg na 400 m (hala) – 45,58 (2006)